# 魔域英雄傳說
《魔域英雄傳說》（ユーベルブラット）是日本漫畫家鹽野干支郎次創作的日本漫畫作品。2004年於GANGAN YG一號至三號連載了三話。之後於2004年12月《YOUNG GANGAN》創刊號繼續連載。期間曾停止連載，後於2011年8月的《增刊YOUNG GANGAN BIG》 vol.3上刊載，2011年12月移至接續誌《月刊BIG GANGAN》2012年Vol.01再度連載至2019年Vol.04完結。單行本全24卷。2024年1月，宣布將於《月刊BIG GANGAN》2024年Vol.03開始第二部的連載，定名為《魔域英雄傳說II 死亡之王的騎士團》。
2024年2月，正式宣佈電視動畫化；2024年7月，正式宣佈本作由SATELIGHT和Staple Entertainment擔任動畫製作，定檔於2025年1月播映。
被稱為「最凶惡的黑暗幻想作品」，描寫主角凱因謝爾的壯大復仇劇。

## 劇情大綱
故事發生在七英雄封印黑暗異邦，為帝國帶來和平的20年後。邊境王領地附近的國境，正在展開新的騷亂。此時，突然出現一名邊境英雄劍士凱因謝爾，以巨大的黑色之劍懲奸除惡。他的真實身分是20年前被冠上背叛者污名而被暗殺的「聖槍叛徒」其中一人「亞謝里德」。他的目的只有一個：向笑著殺死夥伴，奪走封印黑暗異邦功勞的真正背叛者「七英雄」復仇。隨著時代變遷，帝國靠著七英雄的榮光和治理恢復成安定的世界。為了暗殺他們，或許會讓帝國再次陷入不安的危機當中。儘管如此，凱因謝爾依舊持續他的暗殺旅程。

## 登場人物

### 凱因謝爾一行
凱因謝爾（聲：廣瀨裕也）
左眼有明顯刀傷，金髮的亞人。具備相當厲害的劍術與身體能力，一般的士兵和盜賊連他的一根寒毛都碰不到。
真實身分為擁有「劍神（ブラットマイスター）」稱號的帝國最強劍士，聖槍叛徒中的亞謝里德。外表年輕，實際推測年齡為30至40歲。為了向背叛夥伴的七英雄復仇而活。由於亞謝里德之名已是帝國民眾都已熟知的叛徒而臭名昭著，為此平時隱藏本名，並以凱因謝爾的身分活動，因獨自一人討伐千石槍外邊境中的盜賊集團「黑翼劍軍」而得到「邊境英雄」、「黑劍男子」的稱呼。而在成功殺死修提姆貝雷方伯後則被帝國冠上「英雄刺客」的蔑稱。
雖是復仇者，但本性善良的他仍不時回想起過去與七英雄一起浴血奮戰的旅程和在報仇的憎惡中掙扎許久，並在殺死這些仇敵後會為他們流淚嘆息。
原本是普通人類，在死之森被七英雄背叛而瀕死之際，吃了高位妖精（ホッホ・エルフェ），與其融合以亞人的樣貌存活。和高位妖精融合後，得到可以聽到妖精的聲音，與在月光下能發揮全力等高位妖精特性，在月光下能夠操縱從右腕出現的四把巨大黑之劍。此外，肉體不會成長老化也是高等妖精的力量。但仍然難以回復到過去的程度。
結束復仇後恢復本名，並受封為帝國伯爵與邊境領主身分。之後被新皇帝艾爾莎利亞封為副王，在帝國各處率軍平息叛亂。
得知「死之王騎士團」在被瘴氣封閉的帝國南部區域打著格雷恩的名義行動後，獨自一人去了南方調查事實真相。
布維德（聲：增田俊樹）
帶著眼罩的黑長髮男子。擅長投擲以線綁住的圓斧（チャクラム）。正在尋找克夏倫德首領家第二王女夏蓮，和凱因謝爾一同行動，成功從方伯手中把被囚禁的夏蓮救出，之後修提姆貝雷死後跟夏蓮回去了邊境，暫時跟凱因謝爾們分開。
皮皮（聲：立花日菜）
邊境的米爾艾爾‧米拉艾爾（ミルエル・ミラエル）族的少女。這個稱呼是凱因謝爾隨便取的，本名不明。為了越過國境而和凱因謝爾同行。在知道凱因謝爾的真實身份和目的後依然繼續同行。時常因為自己的無力而感到懊悔，似乎有相當高超的召喚精靈的潛力。
亞爾提雅（聲：上田瞳）
在國境城市瑞艾迪‧菲列姆（リエルデ・フェレム）經營偷渡船的女主人。將凱因謝爾與從前的戀人形象重疊，對他抱持著好感。就算知道凱因謝爾的真面目和目的也依然與其同行，由於工作上的關係，人緣交友非常的廣，最後成了自由都市自警團的大姐頭，並且跟皮皮分開。
雅特（聲：華成結）
使用大劍的少女。克夏倫德首領家第三王女。哥哥克拉特（クラト）被強制與妖精融合成為異形，被凱因謝爾所殺，一時之間認為他是仇人，後來承認過錯不在他身上而向他道歉。後來被凱因謝爾深深吸引而與前述兩人一起與其同行。而後在自由之都與前來狙殺凱因謝爾的四位騎士的戰鬥中，意外遭到砲台伯爵軍的攻擊，被崩塌城牆的亂石打成重傷，因而獲得凱因謝爾以自身鮮血的救治，同時獲得了類似凱因謝爾高位妖精的能力。

### 七英雄
格雷恩（聲：井上和彥）
侯爵，皇帝之子。七英雄的領導者。原本是貴族出身，劍技出身魯迪福特派，靠著封印黑暗異邦而確保地位並得到名聲，統領帝國非正規軍「七槍騎士團」，被認為是當代帝國最強騎士團。凱因謝爾左眼的傷疤正是被其所傷，於第1集曾於其麾下七槍騎士團協力下捕獲凱因謝爾，唯不知凱因謝爾真實身份而公開赦免之。與帝國七英雄其他成員不同，為人等同律法的表率，相當有人望，最受人民愛戴，對於過去背叛了亞謝里德一行頗感心虛而希望以維護帝國秩序作為贖罪，並於克法死後接手葉布爾領地統轄權，平息克法死後多年群雄無主的征戰狀態。於單行本第9集，圍捕「英雄劊子手」的戰役中，雖受七槍騎士團及帝國軍重重保護，仍受凱因謝爾行刺身亡，而後皇帝也因此無心問政，帝國的動亂也藉此激化，超越過去僅限於虐殺邊境居民與少數民族的等級。於第105话以留在封印外的黑暗異邦殘黨合作獲得的技術，讓他以年輕時的模樣復活，並以和伊修迪合作、在暗中用黑暗異邦的魔導技術打造的軍隊與浮空要塞，自稱「格雷恩王」向帝國掀起叛亂，誓要打破異邦的封印將其征服並消滅、創造自己心目中理想的、不再害怕異邦入侵與恐懼的世界，但計畫最終在帝國軍的全力阻止下失敗而瀕死，在愛妾的犧牲下以魔獸的姿態二度復活，但被解放了妖精之力的凱因謝爾給完全消滅。
第二部時在帝國南部被瘴氣隔絕的領土，被自稱是「死之王騎士團」的叛亂軍表示他將會為了重建其理想的世界而再一次復活。
修提姆貝雷（聲：楠大典）
方伯。七英雄之一，的領主。原本是山賊。擅長飛刀與二刀流劍法。曾經是為了人民勤奮工作的男人，後來卻墮落到為了永遠受人尊敬，企圖得到不老不死的方法而從邊境抓亞人種的女性，移植到自己的身上而得到不老不死之力。實際上靠著幾個亞人女性強化了四肢，獲得超越常人的身體能力。於對凱因謝爾的戰鬥中一度佔上風，後來被聽到妖精悲鳴後變形的凱因謝爾所殺。
巴雷斯塔（聲：內田直哉）
砲台伯爵，原為商賈之子，因其本身不存在作生意的長才，經父親指示隨著其父捐贈之砲台，作為賣國王人情的禮物，加入帝國軍，因而成為聖槍14人小組之一員。空有一身健壯體格，性格上卻是相當懦弱而又不善戰。雖經受封砲台伯，眼中盡是格雷恩受封，卻得到較多來自帝國賜與的榮耀、較優勢的支配力的不平衡感，反之對自身於轄地內發展處處受限十分不平。修提姆貝雷死後變得對旁人更多猜忌，甚至以懷疑窩藏凱因謝爾為由而私自遣軍對皇帝特許自治的城市發動攻擊，在其浮游城被攻破後，受其屬下兵士離棄，於恐懼及眾叛親離雙重打擊下進入失心瘋狀態，憶起當年和亞謝里德並屬帝國軍時，受亞謝里德一路援助的情形，在單行本7由見狀後的凱因謝爾出於慈悲予以安樂死。
列貝諾特
侯爵。克洛丞地區的領主。在過去聖槍14人時代就與格雷恩合不來。現在則因為皇帝授權格雷恩討伐英雄刺客、並在他的領地指揮其直屬部隊這點更是不滿，於是強行派兵介入圍捕凱因謝爾的行動，是導致格雷恩第一次被殺的主因。格雷恩死後把艾克菲斯納入麾下，並以為格雷恩復仇為由接過其任務繼續搜捕凱因謝爾。趁凱因謝爾與艾克菲斯決鬥時利用魔導兵器將前者擊落，贏得討伐的功勞。
過去在封印黑暗異邦的旅途中就表現出想成為皇帝的野心，並希望亞謝里德擔任自己的護衛。作為領主時非常霸道惡劣，其十數名子女也都繼承了父親冷血殘酷的一面。利用討伐凱因謝爾的功績獲得不少領地，並打算與黑暗異邦開戰將其徹底征服，好克服自己對亞謝里德的劣等感、立下超越他的功績。但在寄以厚望的嫡子被凱因謝爾殺死後憤怒不已、格雷恩復活並率軍令他近乎窮途末路的事更是讓他徹底發狂，最終在部分兒女投降並效忠格雷恩後離他而去的境遇下被凱因謝爾追上殺死。
伊修迪
龍伯爵。麾下有大飛龍軍團，在格雷恩奉命討伐英雄刺客時曾出兵相助。
在七英雄之中與格雷恩的關係最為密切，與征討凱因謝爾成功的列貝諾特總是保持著一定距離。並將格雷恩死後近乎分崩離析的七槍騎士團納入旗下，並秘密建造浮空要塞「天槍城」。
出身於歷代皆侍奉著格雷恩一族的家族，年輕時對於空有自尊外的格雷恩其實滿是失望，但在格雷恩發起了將完成封印黑暗異邦使命的亞謝里德等人殺害的背叛行為以確保今後在帝國的地位的舉動，為其嶄露的野心感到興奮不已，並願意為他獻上自己的忠誠。在最後決戰中與凱因謝爾對峙，一度以得自異邦技術強化的肉體壓倒性地擊敗凱因謝爾，但在帝國軍後續部隊的襲擊下與自己的母艦一起墜毀，之後將自身魔獸化歸來，重創了艾克菲斯，在格雷恩受到帝國魔導兵器的直擊而敗亡後，在重新站起的艾克菲斯與凱因謝爾聯手施展的「黑翼」下被斬殺。
尼爾根菲爾特
城伯爵。在凱因謝爾殺死了巴雷斯塔後半逃難似的躲在列貝諾特的領地中。格雷恩死而復活後，本屬於列貝諾特派的他決定與裘連格耳夫聯手殺死列貝諾特獻上其首級給格雷恩好換取其寬恕，但在動手前遭遇入侵的凱因謝爾而與裘連格耳夫一起被殺。
裘連格耳夫
月讀伯爵。在凱因謝爾殺死了巴雷斯塔後半逃難似的躲在列貝諾特的領地中。格雷恩死而復活後，本屬於列貝諾特派的他決定與尼爾根菲爾特聯手殺死列貝諾特獻上其首級給格雷恩好換取其寬恕，但在動手前遭遇入侵的凱因謝爾，不顧尼爾根菲爾特的求助打算逃跑，結果兩人內鬨起來，最後都被凱因謝爾所殺。

### 七槍騎士團
羅茲（聲：濱田賢二）
個性正直，因此從凱因謝爾那得知七英雄的真相後，不斷苦惱於自己在感情上認可凱因謝爾的復仇與維護帝國和平之間的七槍騎士團騎士。格雷恩被殺後為替其復仇而暫時轉投到龍伯麾下。格雷恩復活、成立天槍騎士團時本想回到其下繼續為其效力，但在看見同僚們獲得異邦之力開始殘害無辜而驚愕，又得知格雷恩是想用黑暗異邦的技術來創造自己心目中的新世界而迷惘。最後順從本心、選擇與「真正的英雄」凱因謝爾一起奮戰，成了逆轉最終戰局的關鍵人物。
格雷恩叛亂結束後負責率領軍隊四處討伐從天槍城打破黑暗異邦封印時跑出來的巨大魔獸。
艾爾莎利亞‧拉漢克來柏（聲：前田佳織里）
選帝侯的女兒，七槍騎士團精銳。奉羅茲命令討伐凱因謝爾。在自由都市追捕著凱因謝爾，之後因為砲台伯爵巴雷斯塔的惡行開始對七英雄的行徑產生懷疑，後與皮皮同行的期間知道了凱因謝爾的真面目以及20年前死亡森林的真相。之後向帝國高層闡述七英雄的真相卻被漠視，察覺帝國已腐敗至無可救藥而決心以自身的行動來拯救帝國而離開帝都。
後率軍與自稱為王並發起叛亂的格雷恩對峙，並成功破壞格雷恩的天槍城。平定叛亂後被選為皇帝，是為艾爾莎利亞一世。
艾克菲斯（聲：大野智敬）
原屬格雷恩麾下的年輕奴隸騎士，聖槍叛徒克法的兒子，原葉布納耐斯當家，曾以身懷聖槍叛徒克法的血脈為恥，因此在經習得魯迪福特派劍技後，否定自身的葉布爾派劍技。劍技被認為當代帝國最強，想繼承亞謝里德「劍神」這個稱號。奉格雷恩命令討伐凱因謝爾。在單行本7和凱因謝爾交戰過，使不出「黑翼」，以為自己有能力殺死凱因謝爾，但最後被凱因謝爾用「黑翼」所傷，而由於「黑翼」被認為是一擊必殺的招式，他認為凱因謝爾同情他因此只傷害他而對凱因謝爾懷恨在心，於格雷恩死後為求再次與凱因謝爾決鬥，改投列貝諾特侯爵麾下。在列貝諾特以優勢武力逼迫葉布爾領地交出英雄劊子手的情況下終於再次與凱因謝爾對戰，並於凱因謝爾以改良型「黑翼」開導下，重新拾回身為葉布納耐斯家--克法之子的自我，以及葉布爾派劍技，因而領悟了「黑翼」。
在知曉父親克法不是叛徒之後，對自己曾替殺害父親的仇敵格雷恩與列貝諾特效命一事感到憤怒與羞恥，而自己也失去了向父親與亞謝里德兩位帝國最強大的劍士習劍的機會、無法踏上至高的劍術領域，於是將過去對格雷恩的崇敬轉化成憎恨，決心要殺死他好替父報仇。
在格雷恩叛亂平定後被編入新銳軍團「黑翼騎士團」，負責討伐格雷恩一派的殘黨。

### 其他
拉塞柏（聲：伊藤健太郎）
區隔邊境王領地和七英雄的國境城市瑞艾迪‧菲列姆的僧兵長。性格卑劣，會以「有德者」的名義向過境者收取賄賂。據部下間的說法，在20年前的大戰中相當活躍，但現在已看不出。慣用語是「真遺憾哪」。在瑞艾迪‧菲列姆的僧院毀壞之後被市民驅逐出城，接著輾轉假冒召喚士而受雇於砲台伯爵軍殘黨，但在假裝召喚魔物的時候因為指剛好在場的格蘭平為章魚怪而被其打倒。
法哥（聲：鳥海浩輔）
方伯軍千人隊長。修提姆貝雷的手下，使用為非作歹的大漢蒐集亞人女性。能夠以右腕伸出的觸手操縱屍體。原本為有志青年，被方伯種下「肉之咒」而無法反抗。被凱因謝爾予致命傷之後由受其背叛而感到絕望的格蘭平了結。
格蘭平（聲：松田健一郎）
方伯軍百人隊長。稱呼法哥「大哥哥」，相當愛慕他。身材高大、臉上長滿鬍鬚、光頭，但實際上內心純樸而且有時會變得娘娘腔。正義感強大，因此對法哥的行為感到絕望而幫助凱因謝爾。自稱「神護的戰鬥妖精」。在修提姆貝雷被殺、其根據地崩塌時原本打算把著已死去的法哥同歸於盡，但因為寄生於法哥的觸手轉移至自己的身體內而存活下來，還因此被誤解為章魚怪。因為自己的生還而決定要替死者們贖罪，所以在凱因謝爾與艾克菲斯一戰而失蹤後和皮皮等人一同尋其下落。凱因謝爾恢復名譽後成為其麾下軍隊的千人長，並在格雷恩叛亂結束後與他一起駐紮在最前線之城擔任將軍一職。

## 用語
神託曆
魔域英雄傳說世界使用的曆法。
七英雄
封印黑暗異邦後凱旋歸來的7位年輕人。原本有14人出征，根據歸途報告，3人在征途中死亡，4人因叛投敵軍被其他7人所誅殺。
Baraster 巴雷斯塔砲台伯爵
G¨lengurv 裘連格耳夫月讀伯爵
Nirgenfeled 尼爾根菲爾特城伯爵
Glenn 格雷恩侯爵
Lebellond 列貝諾特侯爵
Isch¨ien 伊修迪龍伯爵
Schtemwölch 修提姆貝雷方伯
聖槍叛徒
前往封印黑暗異邦的人中，背叛而被七英雄所殺的4人
Ascheriit 亞謝里德
Kfer 克法
G¨stav 裘斯達芙
Krentel 克連泰爾
赴義烈士
前往封印黑暗異邦的14人個年輕人中，在路途上失去性命的三人
Ergnach 艾格那赫
Ediem 
Lanbard 
黑暗異邦（ヴィシュテヒ）
曾經侵略帝國，把帝國搞的天翻地覆的黑暗軍勢。現在封印中。
七槍騎士團
七英雄格連恩侯爵直屬的騎士團。雖然不是正式的騎士團，卻有帝國最強的名聲。
千石槍
邊境伯爵領地和七英雄領地之間的巨大牆壁，為了防止黑暗異邦攻擊，赴義烈士艾格那赫犧牲生命做出的術式。

## 出版書籍
日文版最初於2004年1月在《GANGAN YG》連載，於2004年12月《YOUNG GANGAN》創刊號繼續連載，短暫停止連載。於2011年8月的《增刊YOUNG GANGAN BIG》 vol.3上刊載，同年移動到《月刊BIG GANGAN》連載，直到完結。
舊版
繁體中文版最初由尙禾文化代理，公司倒閉後直至2025年1月才改由台灣角川代理。
| 集數 | 尙禾文化       | 尙禾文化             |
| 集數 | 發售日期       | EAN                  |
| ---- | -------------- | -------------------- |
| 0    | 2006年8月9日   | EAN 471-1436-56424-5 |
| 1    | 2006年8月9日   | EAN 471-1436-56425-2 |
| 2    | 2006年9月25日  | EAN 471-1436-56468-9 |
| 3    | 2006年12月11日 | EAN 471-1436-56523-5 |
| 4    | 2007年4月6日   | EAN 471-1436-56524-2 |
| 5    | 2007年7月30日  | EAN 471-1436-56661-4 |
| 6    | 2008年2月14日  | EAN 471-1436-56773-4 |
| 7    | 2008年8月5日   | EAN 471-1436-56919-6 |
| 8    | 2008年12月17日 | EAN 471-1436-57006-2 |
| 9    | 2009年9月8日   | EAN 471-1436-57113-7 |
| 10   | 2009年11月25日 | EAN 471-1436-57250-9 |
| 11   | 2013年2月1日   | EAN 471-1436-57951-5 |
| 12   | 2013年5月7日   | EAN 471-1436-57952-2 |
| 13   | 2013年8月19日  | EAN 471-5302-69032-8 |
| 14   | 2014年5月26日  | EAN 471-5302-69183-7 |
| 15   | 2014年7月17日  | EAN 471-5302-69184-4 |

單行本
| 集數 | 史克威爾艾尼克斯 | 史克威爾艾尼克斯       | 台灣角川      | 台灣角川               |
| 集數 | 發售日期         | ISBN                   | 發售日期      | ISBN                   |
| ---- | ---------------- | ---------------------- | ------------- | ---------------------- |
| 0    | 2005年7月25日    | ISBN 4-7575-1479-4     | 2025年1月16日 | ISBN 978-626-415-150-4 |
| 1    | 2005年7月25日    | ISBN 4-7575-1480-8     | 2025年1月16日 | ISBN 978-626-415-151-1 |
| 2    | 2005年11月25日   | ISBN 4-7575-1575-8     | 2025年2月27日 | ISBN 978-626-415-297-6 |
| 3    | 2006年3月25日    | ISBN 4-7575-1643-6     | 2025年2月27日 | ISBN 978-626-415-298-3 |
| 4    | 2006年9月25日    | ISBN 4-7575-1780-7     | 2025年3月13日 | ISBN 978-626-415-393-5 |
| 5    | 2007年4月25日    | ISBN 978-4-7575-1970-1 | 2025年3月13日 | ISBN 978-626-415-394-2 |
| 6    | 2007年10月25日   | ISBN 978-4-7575-2121-6 | 2025年4月24日 | ISBN 978-626-415-577-9 |
| 7    | 2008年3月25日    | ISBN 978-4-7575-2242-8 | 2025年4月24日 | ISBN 978-626-415-578-6 |
| 8    | 2008年9月25日    | ISBN 978-4-7575-2386-9 | 2025年5月22日 | ISBN 978-626-415-691-2 |
| 9    | 2009年3月25日    | ISBN 978-4-7575-2514-6 | 2025年5月22日 | ISBN 978-626-415-692-9 |
| 10   | 2009年9月25日    | ISBN 978-4-7575-2685-3 | 2025年6月19日 | ISBN 978-626-415-854-1 |
| 11   | 2012年2月9日     | ISBN 978-4-7575-3004-1 | 2025年6月19日 | ISBN 978-626-415-855-8 |
| 12   | 2012年9月25日    | ISBN 978-4-7575-3740-8 | 2025年7月17日 | ISBN 978-626-435-030-3 |
| 13   | 2013年3月25日    | ISBN 978-4-7575-3910-5 | 2025年7月17日 | ISBN 978-626-435-031-0 |
| 14   | 2013年10月25日   | ISBN 978-4-7575-4100-9 |               |                        |
| 15   | 2014年4月25日    | ISBN 978-4-7575-4258-7 |               |                        |
| 16   | 2014年11月25日   | ISBN 978-4-7575-4478-9 |               |                        |
| 17   | 2015年5月25日    | ISBN 978-4-7575-4648-6 |               |                        |
| 18   | 2016年5月25日    | ISBN 978-4-7575-4989-0 |               |                        |
| 19   | 2016年12月24日   | ISBN 978-4-7575-5192-3 |               |                        |
| 20   | 2017年7月24日    | ISBN 978-4-7575-5420-7 |               |                        |
| 21   | 2018年2月24日    | ISBN 978-4-7575-5635-5 |               |                        |
| 22   | 2018年9月24日    | ISBN 978-4-7575-5857-1 |               |                        |
| 23   | 2019年6月25日    | ISBN 978-4-7575-6171-7 |               |                        |

死亡之王的騎士團
| 集數 | 史克威爾艾尼克斯 | 史克威爾艾尼克斯       |
| 集數 | 發售日期         | ISBN                   |
| ---- | ---------------- | ---------------------- |
| 1    | 2024年12月24日   | ISBN 978-4-7575-9588-0 |
| 2    | 2025年3月25日    | ISBN 978-4-7575-9772-3 |

## 電視動畫

### 主題歌
片頭曲罪人
演唱：GARNiDELiA，作詞：美依礼芽，作曲、編曲：toku。
片尾曲Stella
演唱：立花日菜，作詞：稻葉惠美，作曲：栁舘周平，編曲：樂、栁舘周平。

### 各話列表
| 話數   | 標題       | 劇本     | 分鏡     | 演出     | 作畫監督                                                                        | 總作畫監督                 | 首播日期       |
| ------ | ---------- | -------- | -------- | -------- | ------------------------------------------------------------------------------- | -------------------------- | -------------- |
| 第1話  | 突破       | 高橋龍也 | 直谷隆   | 淺見松雄 | 青野厚司 森悦人 岡田雅人 福山映二                                               | 小林利充 立石聖            | 2025年 1月11日 |
| 第2話  | 殘月之下   | 高橋龍也 | 直谷隆   | 淺見松雄 | 飯飼一幸 櫻井拓郎                                                               | 小美戸幸代 立石聖          | 1月18日        |
| 第3話  | 長雨       | 山田哲弥 | 祝浩司   | 淺見松雄 | 扇多惠子                                                                        | 扇多惠子 立石聖            | 1月25日        |
| 第4話  | 凱因謝爾   | 山田哲弥 | 祝浩司   | 淺見松雄 | 𠮷岡勝 池田佳織 青野厚司 菊池一真 大塚八愛                                      | 小林利充 立石聖            | 2月1日         |
| 第5話  | 英雄之城   | 高橋龍也 | 西田正義 | 中村良   | 櫻井拓郎 森悦史 岡田雅人                                                        | 小美戶幸代                 | 2月8日         |
| 第6話  | 修提姆貝雷 | 高橋龍也 | 西田正義 | 中村良   | 南伸一郎 大塚八愛 飯飼一幸 池田佳織                                             | 小林利充 立石聖            | 2月15日        |
| 第7話  | 空棺       | 高橋龍也 | 直谷隆   | 澤田拓哉 | 櫻井拓郎 山崎千繪 菊池一真 石動仁                                               | 小美戶幸代 立石聖          | 2月22日        |
| 第8話  | 英雄劊子手 | 山田哲弥 | 西田正義 | 淺見松雄 | 岡田雅人 𠮷岡勝 森悅史                                                          | 青野厚司 立石聖            | 3月1日         |
| 第9話  | 新葉       | 山田哲弥 | 西田正義 | 淺見松雄 | 大塚八愛 南伸一郎 菊池一真 河村涼子 森悅史 池田佳織 櫻井拓郎                    | 扇多惠子 小美戶幸代 立石聖 | 3月8日         |
| 第10話 | 反擊       | 高橋龍也 | 祝浩司   | 中村良   | 櫻井拓郎 清水明日香 飯飼一幸 池田佳織 01                                        | 小林利充                   | 3月15日        |
| 第11話 | 想念       | 山田哲弥 | 祝浩司   | 中村良   | 岡田雅人 森悦史 石動仁 𠮷岡勝 松下純子 01 Rad Plus                              | 青野厚司 立石聖            | 3月22日        |
| 第12話 | 新劍       | 高橋龍也 | 直谷隆   | 澤田拓哉 | 南伸一郎 清水明日香 齊藤香織 菊池一真 服部須美 森悦史 青野厚司 櫻井拓郎 Revival | 小林利充 立石聖 青野厚司   | 3月29日        |

## 外部連結
- etropolice:01 - 作者塩野干支郎次的網站。
- 魔域英雄傳說的X（前Twitter）
- 動畫版官網 （页面存档备份，存于）